# La Tergiversicina
La Tergiversicina est une bande dessinée espagnole illustrée par Francisco Ibáñez, appartenant à la franchise Mortadel et Filémon, éditée en 1991 et 1992.

## Synopsis
Alors qu'il expérimente un nouveau gaz, le laboratoire du Professeur Bacterio explose et son gaz qu'il baptise La tergiversicina se disperse dans l'air. Ce gaz a pour particularité de faire fonctionner à l'envers toutes les machines et d'inverser les rapports entre animaux/hommes. Mortadel et Filémon sont chargés de récupérer la formule et les échantillons du gaz qui ont été volés, mais la plus grande partie de la tergiversicina s'est étalée sur la ville entière compliquant la mission.

## Adaptation
Dans le film Agents super zéro (2014), la même invention apparaît, mais cette fois sous le nom d'Inversiline.